# 百瀬武昭
百瀬 武昭（ももせ たけあき、1970年11月18日 - ）は、日本の漫画家。

## 作品リスト
- マイアミ☆ガンズ[1]（マガジンSPECIAL）
- ラーゼフォン（原作 BONES/出渕裕、サンデーGX）
- マジカノ（月刊マガジンZ）
- かみせん。（月刊ドラゴンエイジ）
- エンジェルフェイク 偽物天使（月刊ヤングマガジン）
- まとめ×さいと!（月刊ドラゴンエイジ）